# Beenham (vlees)

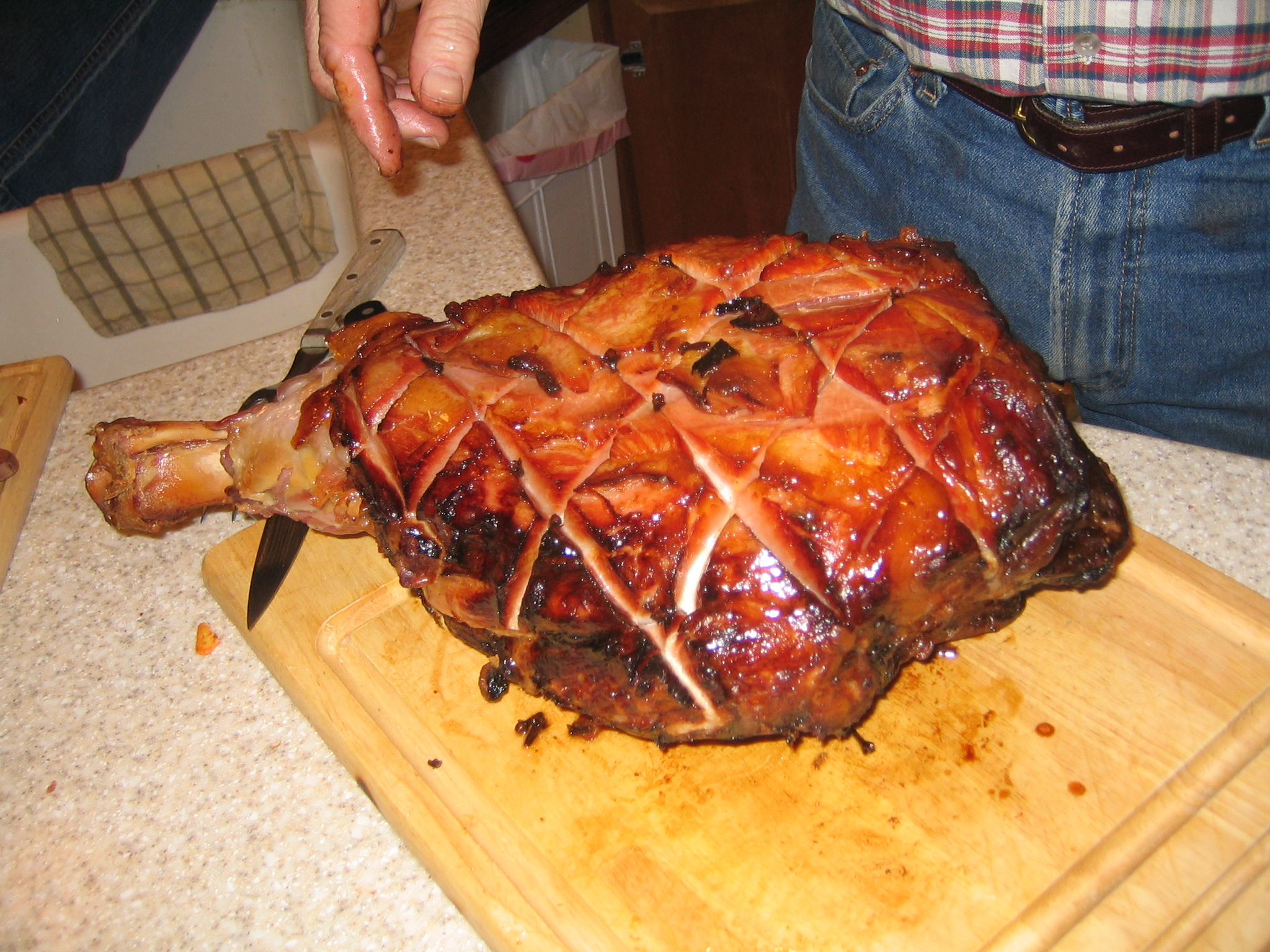
Een gebraden beenham

Beenham is een soort ham met gezouten vlees van het dikke deel van de achterbil van een varken. De naam verwijst naar het feit dat het been nog aanwezig is in het vlees. Dit been, met het omliggende zwoerd, zal de beenham bij garing sappiger maken. Het bot wordt dan pas verwijderd na het koken.
De benaming is niet wettelijk beschermd. Dit laat toe dat niet enkel authentieke beenham als vlees met oorspronkelijk bot er in, maar even goed industriële bereidingen waar losse hammen rond een los bot worden samengevoegd tot een product dat ook als beenham wordt verkocht. 
Een klassieke bereiding van beenham bestaat uit het opdienen van het vlees in een marinade van honing en mosterd.